# Освітня діяльність
Освітня діяльність — діяльність суб'єкта освітньої діяльності, спрямована на організацію, забезпечення та реалізацію освітнього процесу у формальній та/або неформальній освіті

## Правове визначення освітньої діяльності за видами освіти
Освітня діяльність провадиться на підставі ліцензії, що видається органом ліцензування відповідно до законодавства:
- для закладів вищої, післядипломної, фахової передвищої, професійної (професійно-технічної) освіти — Міністерством освіти і науки України;
- для закладів дошкільної та загальної середньої освіти — обласними та Київської міською державними адміністраціями.[1]

Законом України «Про освіту» встановлюється, що Ліцензійні умови визначаються спеціальними законами окремо для кожного рівня освіти.

### Освітня діяльність позашкільного навчального закладу
Освітня діяльність позашкільного навчального закладу — процес надання знань, формування вмінь і навичок з різних напрямів позашкільної освіти, розвитку інтелектуальних і творчих здібностей, фізичних якостей відповідно до задатків та запитів особи.

### Освітня діяльність у сфері вищої освіти
Освітня діяльність у сфері вищої освіти — діяльність вищих навчальних закладів і наукових установ, що провадиться з метою підготовки здобувачів вищої освіти на певних рівнях вищої освіти за певними спеціальностями (в тому числі за переліком спеціальностей, затвердженим Кабінетом Міністрів України; за програмами іноземних навчальних закладів (крім освітньої діяльності, що провадиться за акредитованими програмами вищих навчальних закладів держав — членів Європейського Союзу, аналогічними акредитованим спеціальностям відповідного навчального закладу); вищих духовних навчальних закладів із спеціальності «Богослов'я»; навчальних закладів іноземних держав або їх структурних підрозділів (філій), що утворюються і функціонують на території України, незалежно від виду такої діяльності.

### Освітня діяльність у сфері дошкільної освіти
Освітня діяльність у сфері дошкільної освіти — діяльність дошкільних навчальних закладів незалежно від типу і форми власності, які забезпечують розвиток дітей дошкільного віку, корекцію психологічного і фізичного розвитку таких дітей.

### Освітня діяльність у сфері загальної середньої освіти
Освітня діяльність у сфері загальної середньої освіти — діяльність загальноосвітніх навчальних закладів незалежно від типу і форми власності, які забезпечують реалізацію права громадян на отримання загальної середньої освіти (початкової загальної освіти, базової загальної середньої освіти, повної загальної середньої освіти), корекцію психологічного і фізичного розвитку дітей шкільного віку.

### Освітня діяльність у сфері професійно-технічної освіти
Освітня діяльність у сфері професійно-технічної освіти — діяльність професійно-технічних навчальних закладів незалежно від типу і форми власності, що провадиться з метою підготовки (у тому числі первинної професійної підготовки та професійно-технічного навчання) здобувачів професійно-технічної освіти, перепідготовки та/або підвищення їх кваліфікації за професіями, які включені до Національного класифікатора професій ДК 003:2010; за програмами іноземних навчальних закладів, а також професійних (професійно-технічних) навчальних закладів іноземних держав або їх структурних підрозділів (філій), що утворюються і функціонують на території України, незалежно від виду такої діяльності.

## Інноваційна освітня діяльність
Інноваційною освітньою діяльністю у системі освіти є діяльність, що спрямована на розроблення й використання у сфері освіти результатів наукових досліджень та розробок.
Освітніми інноваціями є вперше створені, вдосконалені освітні, навчальні, виховні, управлінські системи, їх компоненти, що мають істотно поліпшити результати освітньої діяльності.
Об'єктами інноваційної освітньої діяльності є: нові знання, інноваційні освітні програми і проекти, навчальний та виховний процеси, організаційні та адміністративні рішення, а також рішення іншого характеру, що істотно поліпшують якість освіти.
Суб'єктами інноваційної освітньої діяльності можуть бути фізичні та юридичні особи: педагогічні та науково-педагогічні працівники навчальних закладів, наукові працівники, працівники органів управління освітою, навчальні заклади, підприємства, установи та організації, що надають освітні послуги.
Інноваційна освітня діяльність здійснюється на всеукраїнському, регіональному рівнях, а також на рівні навчального закладу. Рівень інноваційної освітньої діяльності визначається її змістом та масштабністю змін, що будуть внесені у систему освіти внаслідок удосконалення педагогічної діяльності, використання запропонованої освітньої інновації.